# Filip de l'Epir
Filip de l'Epir (en llatí Philippus, en grec Φίλιππος) va ser un metge epirota que vivia a la cort d'Antígon el borni.
Aule Corneli Cels explica una anècdota que diu que quan un metge va dir que la gota que patia un dels amics del rei era incurable, degut als seus hàbits fora de lloc, Filip es va comprometre a retornar-li la salut. L'altre metge va dir que no pensava en la naturalesa de la malaltia, sinó en el caràcter del pacient, quan va dir que no hi havien possibilitats de guariment. El resultat va confirmar l'opinió d'aquest segon metge.